# 衛星放送協会
一般社団法人衛星放送協会（えいせいほうそうきょうかい、英: Japan Satellite Broadcasting Association）は、衛星放送の発展に向けて、会員共通の諸課題を解決するために設立された。1992年に
日本で初めてとなるCSアナログ放送事業者6社の認定に合わせて発足したCS放送協議会が前身。その後、CS放送のデジタル化による放送事業者とチャンネル数の増加に伴い、1998年に社団法人衛星放送協会、2012年より一般社団法人となった。

## 主な概要・役割
1992年11月15日、前身の「CS放送協議会」を経て、1998年、総務省（郵政省）所轄社団法人として衛星放送協会が設立された。初代会長はジュピターテレコム初代社長だった西村泰重が就任。2004年から植村伴次郎（東北新社最高顧問）、2010年から和崎信哉（WOWOW 代表取締役会長）、2018年から小野直路（東北新社社外取締役・監査等委員）、2024年から滝山正夫（AXNエンタテインメント執行役員会長）が就任。
主な役割
- 衛星放送事業の確立と普及促進
- 衛星放送の番組の質向上及び放送倫理の高揚
- 衛星放送の番組の制作倫理の高揚
- 衛星放送の番組、経営、技術などの諸問題についての調査・研究。
- 衛星放送事業に関する広報
- 関係する団体・省庁との折衝

## 会員
- 正会員と賛助会員とがあり、正会員は主にBS、CS専門チャンネルの事業者等、賛助会員は衛星の管理会社、アンテナやチューナーの製造メーカー（電機メーカー）、ケーブルテレビの統括団体等が加盟している。加盟社は正会員75社、賛助会員28社（2022年7月末現在）

## 衛星放送協会オリジナル番組アワード
2011年、会員社の運営チャンネルが制作したオリジナル番組の周知と、制作関係者の表彰を目的に創設。応募資格は衛星放送協会の正会員社。審査は、「番組部門」６ジャンル（ドラマ、ドキュメンタリー、バラエティ、文化・教養、中継、ミニ番組）、「編成企画部門」「番宣部門」「CAB-J賞」で構成される。番組部門６ジャンルの最優秀賞から１作品に「グランプリ」が贈呈される。7月に開催される授賞式の模様は、9月にBSスカパー！とJ:COMプレミアチャンネルで無料放送。2023年度に開催される第13回オリジナル番組アワードの審査対象は、2022年4月1日から2023年3月31日迄に、会員社が運営するチャンネルで初回放送された作品。応募期間は2023年1月から3月。

## 衛星テレビ広告協議会（CAB-J）
1991年、広告放送を行うCS放送事業者により、広告活用を図るための任意団体として発足。2005年5月、衛星放送協会の附属機関となる。2008年5月現在、正会員39社（60チャンネル）、賛助会員16社。
2007年10月より、CAB-Jとビデオリサーチによる機械式視聴率調査（「機械式CS専門チャンネル接触率共同調査」）を実施している。
2024年4月、衛星放送協会本体に組み入れ、協会の「広告委員会」となった。